# Kolofon
En kolofon (av grek. κολοφών "topp", "spets", "det yttersta", "slutet") är den slutskrift i en äldre bok som innehåller uppgifter om bokens titel, författarens och tryckarens namn med mera. I dagens bruk motsvaras den ofta av motsvarande text på titelsidan och dess baksida.
Ur inkunabelns kolofon utvecklades titelsidan. Kolofonen återkom i slutet av 1800-talet och början av 1900-talet, och förekommer i viss utsträckning än idag, ofta innehållande produktionstekniska upplysningar.
I moderna (svenska) publikationer är kolofonen oftast placerad på copyrightsidan, den vänstra sidan bredvid titelbladet. I äldre böcker hittade man ofta kolofonen i slutet av boken, vilket fortfarande är vanligt i bland annat fransk bokproduktion. Kolofonen innehåller uppgifter om revisioner, copyright-innehavare, tryckeriets namn, bokens tryckår, ISBN- och ISSN-nummer och liknande information. I exklusivare böcker kan den också ange papperskvalitet, typsnitt, upplagestorlek och liknande.
Kolofonen i böcker motsvaras inom tidningsvärlden närmast av redaktionsrutan.